# Грабарка (притока Лісної)
Граба́рка (інша назва — Виспа) — річка в Україні, в Романівському районі Житомирської області. Ліва притока Лісної (басейн Дніпра).

## Опис
Довжина 8,5 км. Долина трапецієподібна, завширшки до 1 км. Заплава на окремих ділянках заболочена. Річище слабозвивисте,  завширшки 1-2 м, в найширшій ділянці — до 220 м (ставок Виспа у Романові). Фактично на всій протяжності русло річки меліоративно змінено. Похил річки 2,35 м/км. 
Притоки: Гнідовка (права).

## Розташування
Протікає лише в межах Романівського району Житомирської області через (повз) такі населені пункти: Велика Козара, смт Романів. На північному сході від смт. Романів впадає у річку Лісну).

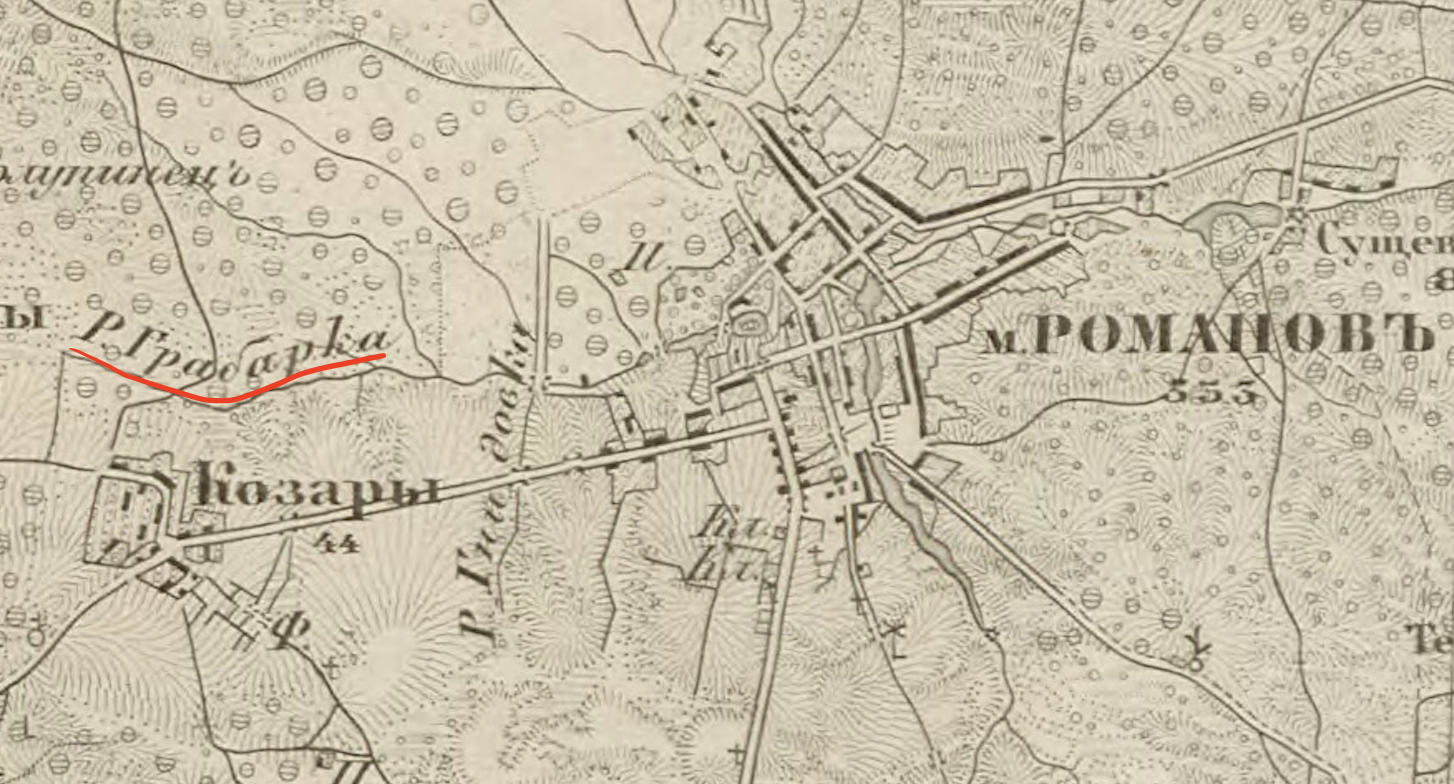
Грабарка на карті 1867 року

Грабарка бере початок на західній околиці села Велика Козара. Спочатку, у вигляді меліоративного каналу, тече на північний схід, збираючи воду із мережі меліоративних каналів у трикутнику населених пунктів Омильне, Велика Козара, Романів. В межах Романова формує каскад штучних ставків і потім впадає у річку Лісна.

## Ставок Виспа

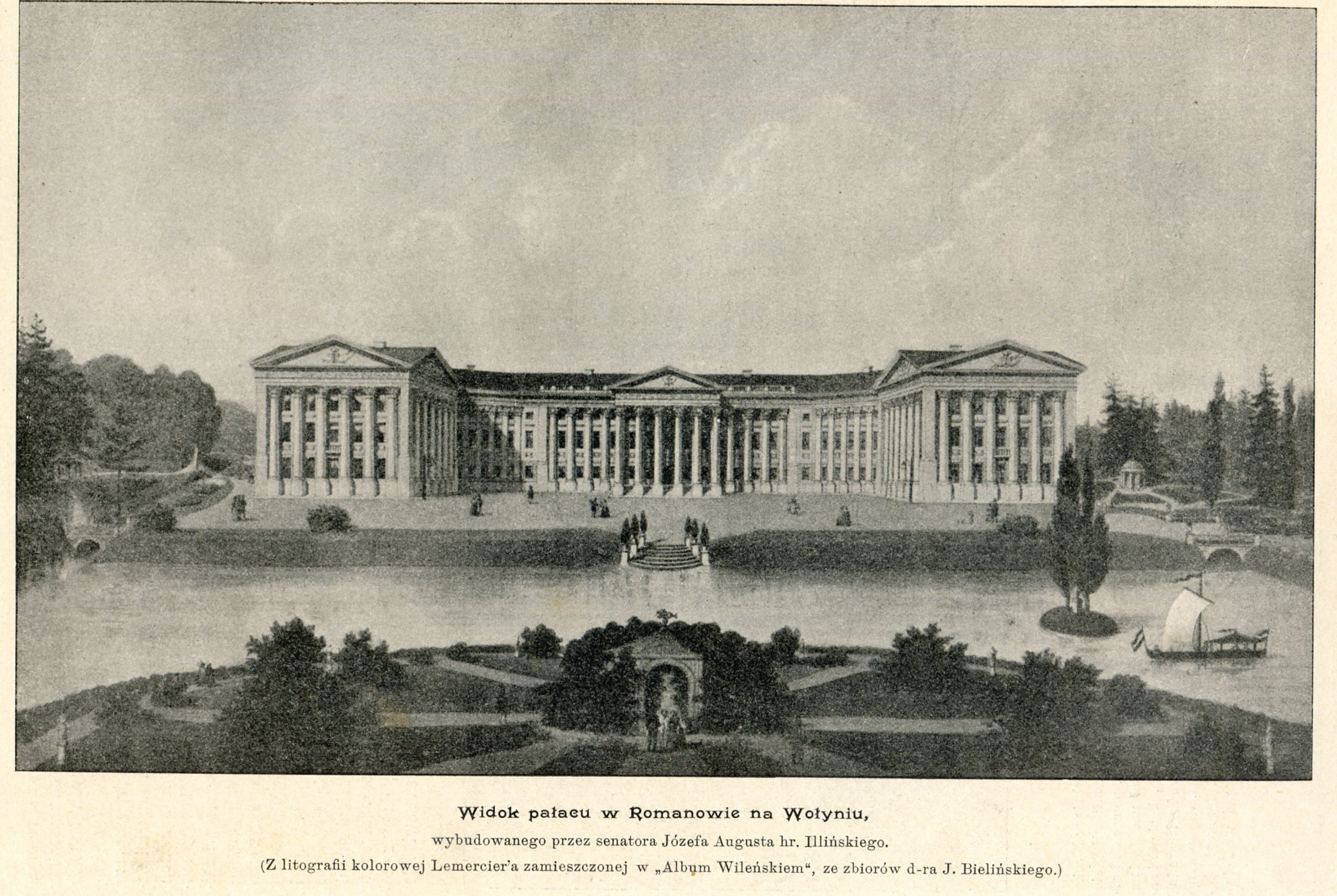
Палац Ілінських на березі Виспи

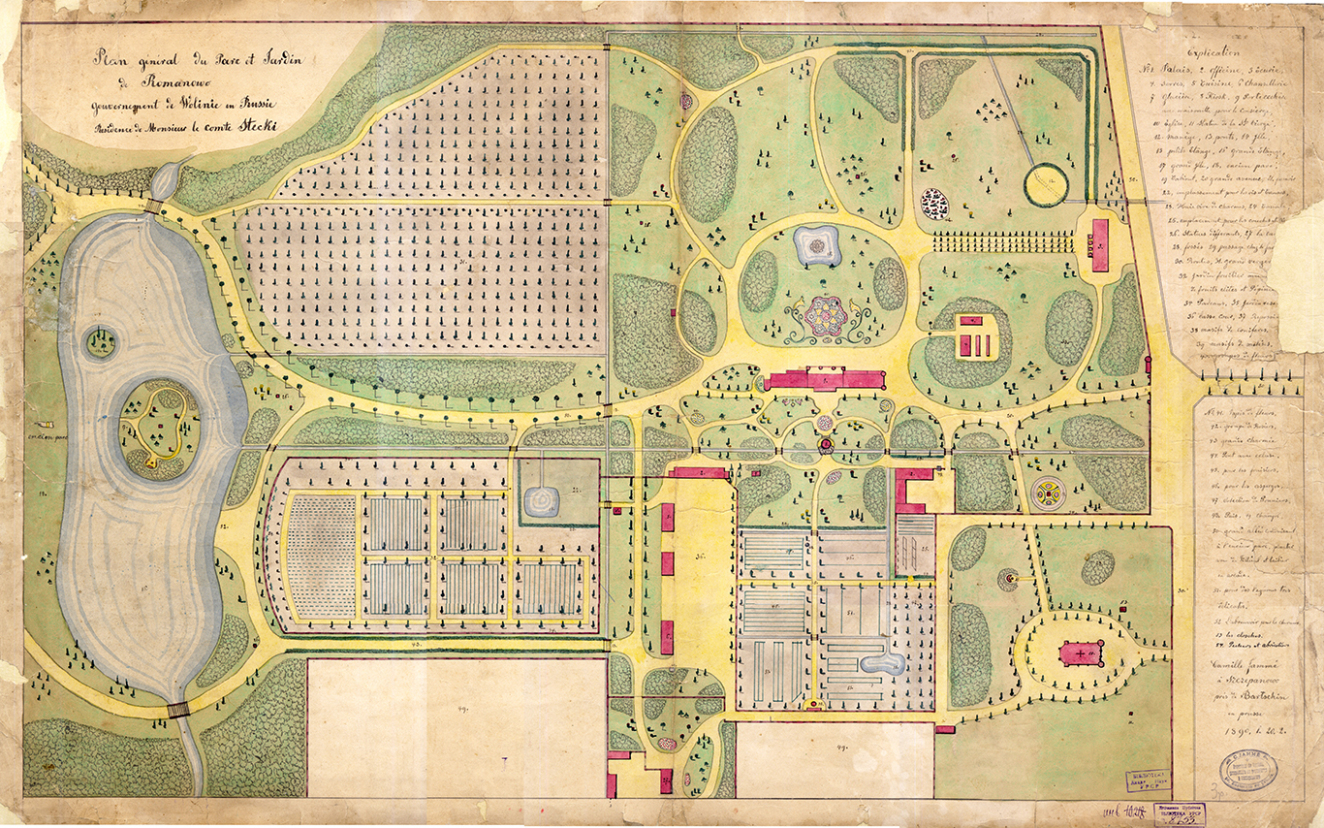
Зображення ставка на карті маєтку Ілінських-Стецьких

Ви́спа — став, розташований на річці Грабарка у межах селища Романів. Ставок неправильної форми, по осі русла річки його довжина становить 850 м, найширше місце — 220 м. Складається із двох фактично відокремлених одна від одної частин — східної та західної, які з'єднуються вузьким (3-4 м) проливом посередині ставу. У східній частині ставу наявний штучний острів розмірами 115х115 м. 
Ставок було створено на межі 18 і 19 ст. під час будівництва на березі річки маєтку графа Яна Каєтана Ілінського. Землю, що була зайвою під час робіт, використали для створення штучного насипу, який в наслідку і став островом, з польської — wyspa, що і дало назву ставу. У 19 столітті у східній частині ставка був наявний ще один острівець з насадженнями пірамідальних тополь, який після руйнації маєтку з часом розмило водою. 